# Franz Haniel & Cie.

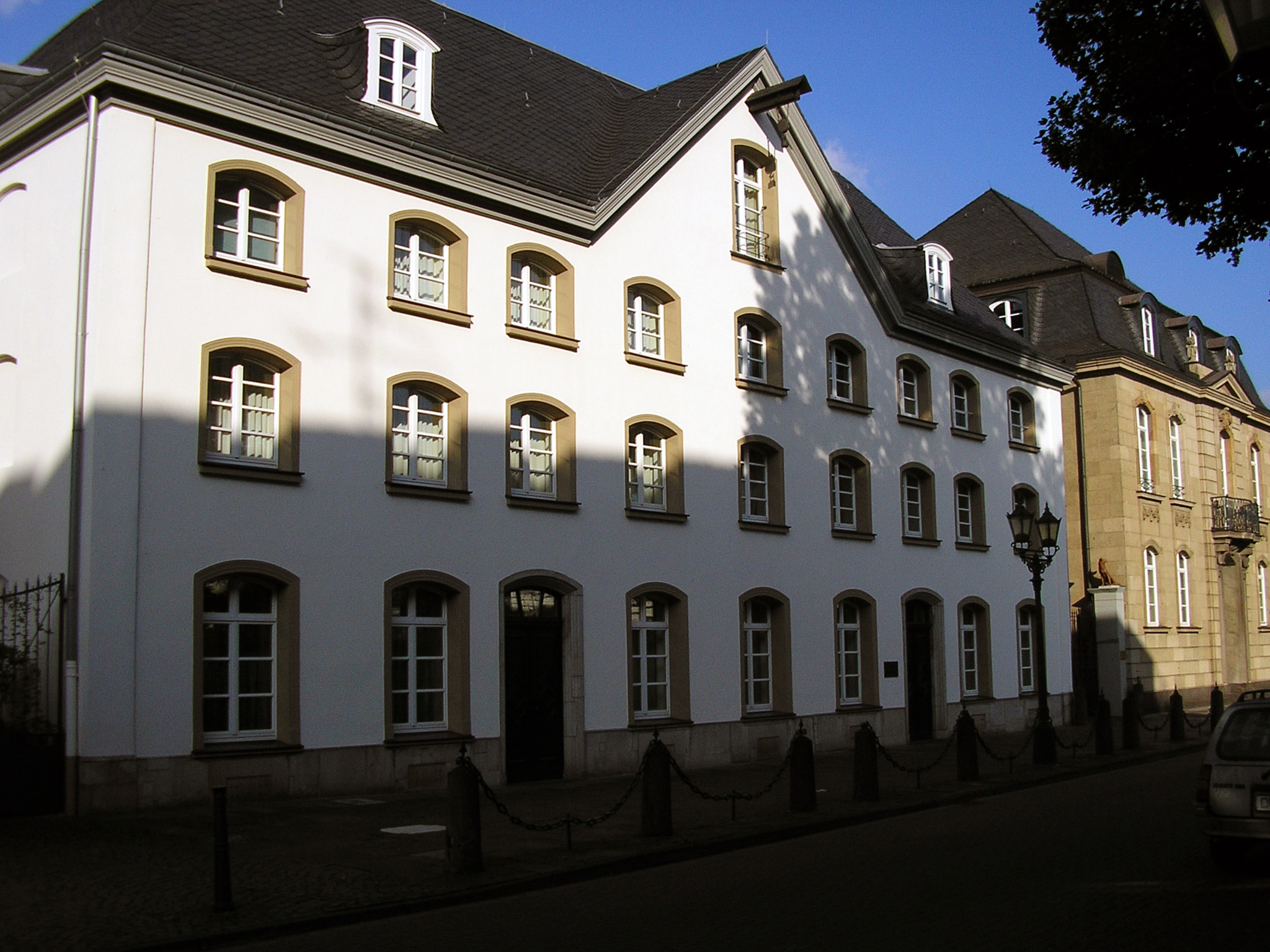
fasada pierwszej siedziby firmy w Ruhrort, aktualnie Muzeum Haniel

Franz Haniel & Cie GmbH – jeden z największych koncernów przemysłowych w Niemczech, działający na rynku międzynarodowym, którego akcjonariuszami pozostają wyłącznie członkowie rodziny (przedsiębiorstwo rodzinne). Holding w 2014 zatrudniał 11.544 pracowników, generujących przychody na poziomie 3.944 Mio. Euro. 
Grupa kapitałowa składa się aktualnie z pięciu przedsiębiorstw „córek”, tworzących zdywersyfikowane portfolio długoterminowych inwestycji kapitałowych holdingu. Zaangażowanie kapitałowe jest zróżnicowane: od 100% udziału inwestycji w firmach (CWS-boco oraz ELG), udziałach większościowych (TAKKT and Celesio) oraz udziałach mniejszościowych (Metro Group). Haniel jest wiodącym akcjonariuszem (34,24% udziałów w akcjach) Grupy METRO. 

## Historia
Firma Franz Haniel & Cie GmbH została założona ponad 250 lat temu (1756) przez rodzinę Haniel z Duisburga początkowo jako przedsiębiorstwo handlowe i skład celny. W kolejnych okresach swojej działalności zajmowała się wydobyciem węgla i rud metali oraz rozwinęła jako pierwsza w Niemczech transport rzeczny z wykorzystaniem barek napędzanych silnikami parowymi, budowanych w swoich stoczniach. 
W dwudziestym wieku inwestuje w przemysł chemiczny i produkcję paliwa z węgla rozwijając handel międzynarodowy. Po drugiej wojnie światowej odbudowuje swoją flotę statków parowych i powraca do handlu węglem i paliwami. Jednocześnie inwestuje w nowych obszar biznesu - produkcję materiałów budowlanych. Lata 60. zaowocowały sprzedażą sieci dystrybucji paliwa oraz zainwestowania w kolejne nowe obszary dystrybucji i handlu produktów konsumenckich oraz pośrednictwa farmaceutycznego.
Do dziś holding należy w całości do rodziny Haniel. Jednocześnie członkowie rodziny pozostają poza bezpośrednim zarządzaniem sprawami firmy i nie mogą być zatrudnieni w żadnej ze swoich spółek.
Centrala firmy jest zlokalizowana w Duisburgu, w tym samym miejscu, w którym zostało założone to rodzinne przedsiębiorstwo 250 lat temu. Najstarsze obiekty firmy - magazyn celny i pakownia towarów są obecnie częścią utworzonego Muzeum Haniel, prezentującego pamiątki rodzinne, rozwoju przedsiębiorstwa oraz przemysłu w tym regionie.